# Fabrizio Rossi
Fabrizio Rossi (n. 2 martie 1975, Montalcino, Toscana, Italia) este un politician italian, membru al Camerei Deputaților din 13 octombrie 2022.